# Ron Winter
Ronald J. „Ron“ Winter (* 6. Februar 1946 in Kalkaska, Michigan) ist ein ehemaliger US-amerikanischer Schiedsrichter im American Football, der von der Saison 1995 bis 2013 in der NFL tätig war. Er trug in den ersten beiden Jahren die Uniform mit der Nummer 82, im Anschluss die Nummer 14.
Winter war der erste NFL-Schiedsrichter, der auf dem Spielfeld eine Brille trug.

## Karriere
Winter begann im Jahr 1995 seine NFL-Laufbahn als Line Judge. Nachdem die Schiedsrichter Dale Hamer und Gary Lane zur Saison 1998 als Hauptschiedsrichter zurücktraten, wurden Tony Corrente und er zum Hauptschiedsrichter befördert.
Beim Super Bowl XLIII war er Ersatzschiedsrichter.
Nach seinem Rücktritt wurde Craig Wrolstad zum Hauptschiedsrichter befördert.
Winter war Professor für Sport an der Western Michigan University in Kalamazoo.